# Колибаши (Дамбовица)
Колибаши (рум. Colibași) насеље је у Румунији у округу Дамбовица у општини Једера. Oпштина се налази на надморској висини од 299 m.

## Становништво
Према подацима из 2002. године у насељу је живело 563 становника, од којих су сви румунске националности.